# Limnodriloides solitarius
Limnodriloides solitarius är en ringmaskart som beskrevs av Erséus och Wang 2005. Limnodriloides solitarius ingår i släktet Limnodriloides och familjen glattmaskar. Inga underarter finns listade i Catalogue of Life.